# Gunmen
Pour plus de détails, voir Fiche technique et Distribution.
Gunmen (天羅地網, Tian luo di wang) est un film hongkongais réalisé par Kirk Wong, sorti en 1988.

## Synopsis
La corruption règne partout à Shanghai dans les années 1920. Un ancien soldat devenu policier retrouve le communiste qu'il avait combattu pendant la guerre, qui, lui, s'est reconverti dans le trafic d'opium. Lorsque son supérieur est assassiné par des trafiquants, Ding recrute ses anciens compagnons d'armes pour traquer son assassin et démanteler son réseau.

## Fiche technique
- Titre : Gunmen
- Titre original : 天羅地網 (Tian luo di wang)
- Réalisation : Kirk Wong
- Scénario : Law Kam-fai et Wang Fung-lip
- Société de production : Film Workshop
- Pays d'origine : Hong Kong
- Format : Couleurs - 1,85:1 - Mono - 35 mm
- Genre : action, policier
- Durée : 87 minutes
- Date de sortie : 1988

## Distribution
- Tony Leung Ka-fai : Capitaine Ding Chun-bee
- Adam Cheng : Haye
- Elizabeth Lee : Mona Fong
- Mark Cheng : Kwong
- Waise Lee : Ching
- Carrie Ng : Chu-bhiao
- Elvis Tsui : Le Superintendant
- David Wu : Fan